# Municipio de Middlesex (condado de Cumberland)
El municipio de Middlesex (en inglés: Middlesex Township) es un municipio ubicado en el condado de Cumberland en el estado estadounidense de Pensilvania. En el año 2000 tenía una población de 6.669 habitantes y una densidad poblacional de 99.3 personas por km².

## Geografía
El municipio de Middlesex se encuentra ubicado en las coordenadas 40°13′00″N 77°06′59″O / 40.21667, -77.11639.

## Demografía
Según la Oficina del Censo en 2000 los ingresos medios por hogar en la localidad eran de $50,471 y los ingresos medios por familia eran de $59,250. Los hombres tenían unos ingresos medios de $36,985 frente a los $24,554 para las mujeres. La renta per cápita de la localidad era de $24,902. Alrededor del 4,1% de la población estaba por debajo del umbral de pobreza.